# Chojna (gmina)
Chojna (w 1946 gmina Chojnice Odrzańskie) – gmina miejsko-wiejska w Polsce położona w środkowej części powiatu gryfińskiego. Siedzibą gminy jest miasto Chojna.
Sąsiednie gminy:
- Banie, Cedynia, Mieszkowice, Moryń, Trzcińsko-Zdrój i Widuchowa (powiat gryfiński)

Gmina graniczy także z Republiką Federalną Niemiec:
- powiat Uckermark (land Brandenburgia)

Do 31.12.1998 r. wchodziła w skład województwa szczecińskiego.
Miejsce w województwie (na 114 gmin):

powierzchnia 14., ludność 27.
Gmina stanowi 17,8% powierzchni powiatu.

## Demografia
Dane z 31 grudnia 2011:
| Opis                              | Ogółem | Ogółem | Kobiety | Kobiety | Mężczyźni | Mężczyźni |
| --------------------------------- | ------ | ------ | ------- | ------- | --------- | --------- |
| jednostka                         | osób   | %      | osób    | %       | osób      | %         |
| populacja                         | 14048  | 100    | 6901    | 49,1    | 7147      | 50,9      |
| gęstość zaludnienia (mieszk./km²) | 42,3   | 42,3   | 20,8    | 20,8    | 21,5      | 21,5      |

| Rok  | Liczba ludności |
| ---- | --------------- |
| 1995 | 13 874          |
| 1996 | 14 033          |
| 1997 | 14 133          |
| 1998 | 14 230          |
| 1999 | 14 295          |
| 2000 | 14 207          |
| 2001 | 14 206          |
| 2002 | 14 150          |
| 2003 | 14 166          |
| 2004 | 14 084          |
| 2005 | 14 072          |
| 2011 | 14 048          |

Gminę zamieszkuje 16,9% ludności powiatu.

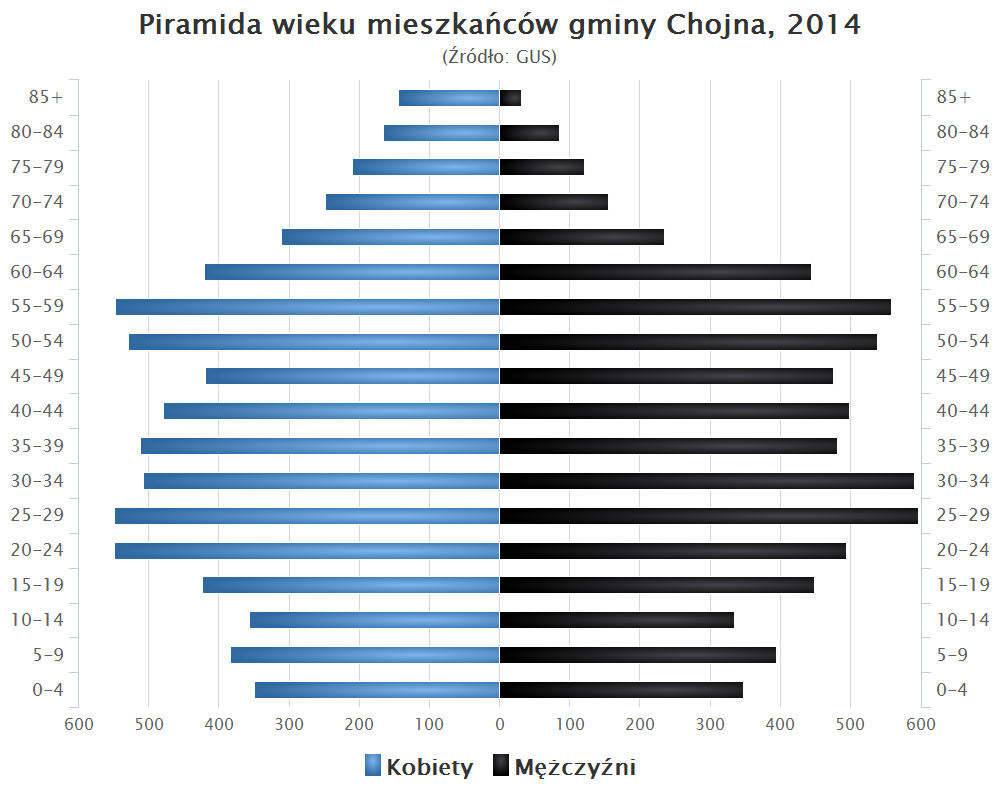
Piramida wieku mieszkańców gminy Chojna w 2014 roku

## Przyroda i turystyka
Gmina leży na Pojezierzu Myśliborskim. Południowo-zachodnia część położona jest w granicach Cedyńskiego Parku Krajobrazowego, w którym znajdują się 3 rezerwaty: Dąbrowa Krzymowska, Olszyny Ostrowskie i Słoneczne Wzgórza. Przez gminę przepływa rzeka Rurzyca, dostępna dla kajaków od Trzcińska-Zdroju do ujścia do Odry oraz szlaki turystyczne: zielony od Piaska przez Krajnik Dolny do Krzymowa, czerwony „Szlak Nadodrzański” i niebieski z Lubiechowa Górnego do Mieszkowic. Tereny leśne zajmują 36% powierzchni gminy, a użytki rolne 51%.
Na terenie gminy, w parku w Chojnej, rośnie jedno z najgrubszych (prawdopodobnie drugie pod względem obwodu pnia, stan na 2015 rok) drzew w Polsce – Platan Olbrzym.

## Komunikacja
Przez gminę prowadzą drogi krajowe nr 26 łącząca Chojnę z przejściem granicznym w Krajniku Dolnym (11 km) i dalej do niemieckiego Schwedt/Oder (16 km) oraz z Trzcińskiem-Zdrojem (12 km), nr 31 do Mieszkowic (20 km) i przez Krzywin (15 km) i Widuchową (20 km) do Gryfina (38 km) oraz wojewódzkie: nr 124 do Cedyni (20 km) i nr 122 z Krajnika Dolnego przez Krzywin (skrzyżowanie z drogą nr 31, 10 km) do Banii (19 km).
Chojna uzyskała połączenie kolejowe w 1876 r. po wybudowaniu odcinka z Kostrzyna nad Odrą (wcześniej wybudowano część Wrocław – Kostrzyn), a rok później linię przedłużono do Szczecina. W 1985 r. odcinek linii przez Chojnę został zelektryfikowany. 7 km za Chojną w kierunku Kostrzyna znajduje się stacja węzłowa Godków, z której w 1892 r. zbudowano linię do Wriezen (Niemcy), a w 1899 r. odcinek do Pyrzyc. W latach 1991–1992 zamknięto obie linie. Odcinek Stargard – Pyrzyce (otwarty w 1882 r.) był jeszcze czynny do 2004 r. Obecnie w gminie czynne są 3 stacje: wcześniej wymienione Chojna i Godków oraz Lisie Pole.
W gminie czynny jest 1 urząd pocztowy: Chojna Szczecińska (nr 74–500).

## Edukacja
W gminie znajdują się następujące placówki edukacyjne:
- Szkoła Podstawowa nr 1 w Chojnie
- Szkoła Podstawowa nr 2 w Chojnie
- Szkoła Podstawowa w Brwicach
- Szkoła Podstawowa w Godkowie
- Szkoła Podstawowa w Grzybnie
- Szkoła Podstawowa w Krzymowie
- Szkoła Podstawowa w Lisim Polu
- Szkoła Podstawowa w Nawodnej
- Szkoła Podstawowa w Strzelczynie
- Zespół Szkół Zawodowych w Chojnie
- Liceum Ogólnokształcące w Chojnie

Zespół Szkół Zawodowych i Liceum Ogólnokształcące zostało przekształcone w Zespół Szkół nr 1 w Chojnie

## Zabytki
W średniowieczu Chojna była najbogatszym miastem Nowej Marchii. Z tego okresu pochodzą najokazalsze w regionie zabytki architektury gotyckiej: ratusz, kościół mariacki, poagustiański zespół klasztorny oraz mury miejskie.
W krajobrazie wiejskim występują zachowane układy ruralistyczne o metryce średniowiecznej, które były często rozbudowane o założenia rezydencjonalno-parkowo-folwarczne. Zachował się tu liczny zespół wczesnogotyckich i gotyckich kościołów granitowych.
Plan zagospodarowania przestrzennego województwa zachodniopomorskiego wskazuje uwzględnić w polityce przestrzennej jednostek samorządu terytorialnego utworzenie parków kulturowych w: Nawodnej, Rurce oraz w Zatoni Dolnej, z kolei w rekomendacjach znalazł się zapis, aby ustanowić pomnik historii obejmujący "zespół średniowiecznych umocnień miejskich z kościołem klasztornym poaugustiańskim, kościołem Mariackim ratuszem w Chojnie". Kolejne 17 zespołów zabytkowych – układów urbanistycznych i ruralistycznych rekomenduje do wpisania do rejestru zabytków.

### Chojna
- układ urbanistyczny – obszar Starego Miasta w obrębie murów obronnych i przyległy teren w promieniu 100 m (1244 r.)
- miejskie mury obronne (kon. XIII–pocz. XIV, pocz. XVI w.)
- Brama Barnkowska (1 poł. XV w.)
- Brama Świecka (1 poł. XIV–XV w.)
- Baszta Bociana (1 poł. XIV w.)
- Baszta przy Bramie Barnkowskiej (XV–XVI w.)
- Baszta Piekarska (kon. XIV lub pocz. XV w.)
- Baszta Więzienna (2 poł. XV w.)
- Baszta Mała Prochowa (kon. XV w.)
- planty – aleja spacerowa (2 poł. XIX w.)
- planty – park miejski na miejscu dawnej fosy (2 poł. XIX w.)
- kościół Mariacki (po 1267 r., XV w.)
- kościół pw. Świętej Trójcy (1290–1388, 1820, 1850, 1959–1965)
- klasztor poaugustiański (1290–1388, XIV/XV w., 1820, 1959–1965)
- ruina kaplicy szpitalnej pw. św. Gertrudy (1409 r.)
- kościół filialny pw. św. Marka Ewangelisty (XIV-XV w., 1620)
- ratusz, ob. Centrum Kultury (XIV, XV w., 1702, XIX w., 1977–1986)
- kamienica przy Jagiellońskiej 9 (XIX/XX w.)
- dom przy Jagiellońskiej 33A (kon. XIX w.)
- willa przy Kościuszki 12 (kon. XIX w.)
- gmach Urzędu Powiatowego wraz z otoczeniem, ob. nieużytkowany (pocz. XX w.)
- willa przy Roosevelta 2, ob. poczta (ok. 1900)

### Białęgi
- kościół – spichlerz, w zespole folwarcznym; ob. nieużytkowany (XIII/XIV w., 1840 i lata 20. XX w.)
- park podworski (XIX w.)

### Brwice
- kościół (XIII w., 1900)
- park podworski (XIX w.)
- park pałacowy (XVIII, XIX w.)

### Garnowo
- kościół pw. Matki Boskiej Wspomożenia Wiernych (XIII/XIV w., 1742, 1945, 1989–1990)

### Godków
- kościół pw. św. Maksymiliana Marii Kolbego (2 poł. XIII w., 1855, 1945, 1970–1976)

### Grzybno
- kościół pw. św. Antoniego z Padwy (XIII w., pocz. XVIII w.)

## Administracja
W 2016 r. wykonane wydatki budżetu gminy Chojna wynosiły 48,2 mln zł, a dochody budżetu 47,9 mln zł. Zobowiązania samorządu (dług publiczny) według stanu na koniec 2016 r. wynosiły 18,6 mln zł, co stanowiło 38,9% poziomu dochodów.

## Miejscowości
- Chojna, miasto od II poł. XIII wieku

Sołectwa gminy Chojna:
- Białęgi, Brwice, Czartoryja, Garnowo, Godków, Godków-Osiedle, Grabowo, Graniczna, Grzybno, Jelenin, Kamienny Jaz, Krajnik Dolny, Krajnik Górny, Krzymów, Lisie Pole, Łaziszcze, Mętno, Narost, Nawodna, Rurka, Stoki, Strzelczyn i Zatoń Dolna.

Miejscowości w sołectwach: Bara, Barnkowo, Boguszczyn, Drozdowo, Jelonki, Kaliska, Krupin, Kuropatniki, Lisie Pole, Mętno Małe, Ognica, Ostrów, Pniewko, Przyciesie, Raduń, Strzeszewko, Trzeszcze, Wilcze, Wilkoszyce.